# Khady Sylla
Pour les articles homonymes, voir Sylla (homonymie).
Khady Sylla, née à Dakar le 27 mars 1963 et décédée dans cette même ville le 8 octobre 2013, est une femme de lettres et cinéaste sénégalaise.

## Biographie
Après un baccalauréat à Dakar, Khady Sylla s'installe à Paris pour y suivre des études supérieures de commerce. Elle arrête rapidement les cours et entre en Hypokhâgne (Classes préparatoires littéraires), puis prépare et obtient une licence en philosophie. Elle met fin à ses études et mène sa vie dans un milieu de jeunes gens et de jeunes filles qui s'intéressaient à l'art : stylisme, musique... Elle y découvre alors son goût pour l'écriture. À la suite de la mort de sa grand-mère, elle commence à écrire : « J'ai pensé qu'en écrivant sur elle, je parviendrais à faire survivre quelque chose, que j'arriverais à la faire sortir de ce qui pour moi était un anéantissement ». Elle produit ainsi sa première nouvelle, L'Univers, qui n'a jamais été publiée. Elle continue d'écrire au jour le jour, toujours reliée par l'inspiration à Dakar, sa ville natale, « devenue, une sorte de ville mythique du fait de mon exil ».
En 2005, elle remporte la récompense du meilleur premier prix au Festival international du documentaire (FID) de Marseille, pour son film Une fenêtre ouverte. Khady Sylla film la folie depuis ses propres psychoses.
Elle enseignait l'allemand à l'Université Cheikh-Anta-Diop de Dakar.

## Œuvres
- Le Jeu de la mer (roman), Paris, l'Harmattan, 1992, 160 p.  (ISBN 2-7384-1563-6)

## Filmographie
- 1996 : Les Bijoux, 23 min.
- 1999 : Colobane Express, 52 min
- 2005 : Une fenêtre ouverte, 52 min.
- 2008 : Le Monologue de la muette, 46 min.
- 2013 : Une simple parole, 63 min.